# رالون سوبر
رالون سوبر (بالإنجليزية: Ralon Super)‏ هو الاسم التجاري لمبيد أعشاب من إنتاج شركة باير كروب ساينس.
وهو مبيد جهازي انتخابي يستخدم لمكافحة الاعشاب الرفيعة في حقول القمح والشعير. وهو مبيد من منشأ ألمانيا.

## تركيبه الكيميائي
المادة الفعالة في هذا المبيد هي فينوكسابروب-ب-ايثيل (بالإنجليزية: Fenoxaprop-p-ethyl)‏